# Qasr, Liban
Qasr (în arabă قصر, lit. Palat) este un sat situat în Districtul Hermel din Guvernoratul Baalbek-Hermel.